# Guitar Solos
Guitar Solos je debutové studiové album britského hudebníka Freda Frithe. Jeho nahrávání probíhalo v červenci 1974 v Londýně a vyšlo pak v říjnu téhož roku u vydavatelství Caroline Records. Jde o první album z této série, následovala alba Guitar Solos 2 (1976) a Guitar Solos 3 (1979).
V roce 1991 vyšlo album v reedici u RecRec Music s několika bonusovými skladbami. V roce 2002 pak vyšlo u Fred Records remasterované původní album bez bonusů.

## Seznam skladeb
Autorem všech skladeb je Fred Frith.
| Strana 1 (LP) | Strana 1 (LP)                    | Strana 1 (LP) |
| Pořadí        | Název                            | Délka         |
| ------------- | -------------------------------- | ------------- |
| 1.            | Hello Music                      | 1:30          |
| 2.            | Glass / Steel                    | 5:33          |
| 3.            | Ghosts                           | 3:07          |
| 4.            | Out of Their Heads (On Locoweed) | 8:24          |

| Strana 2 (LP) | Strana 2 (LP) | Strana 2 (LP) |
| Pořadí        | Název         | Délka         |
| ------------- | ------------- | ------------- |
| 1.            | Not Forgotten | 1:42          |
| 2.            | Hollow Music  | 2:38          |
| 3.            | Heat / Moment | 1:37          |
| 4.            | No Birds      | 12:46         |

| Bonusy na reedici z roku 1991 | Bonusy na reedici z roku 1991  | Bonusy na reedici z roku 1991 |
| Pořadí                        | Název                          | Délka                         |
| ----------------------------- | ------------------------------ | ----------------------------- |
| 9.                            | Only Reflect                   | 3:58                          |
| 10.                           | Water / Struggle / The North   | 11:08                         |
| 11.                           | Alienated Industrial Seagulls  | 3:53                          |
| 12.                           | Song of River Nights           | 1:23                          |
| 13.                           | Should Old Arthur              | 1:23                          |
| 14.                           | Dependable Phantoms (for Hans) | 4:45                          |
| 15.                           | Daria's Regard                 | 2:10                          |
| 16.                           | Throw the Bolt                 | 2:50                          |
| 17.                           | New Shoes (for A.R.)           | 3:13                          |
| 18.                           | Insomnia                       | 1:17                          |